# Kembang Manis
Kembang Manis is een bestuurslaag in het regentschap Bengkulu Utara van de provincie Bengkulu, Indonesië. Kembang Manis telt 741 inwoners (volkstelling 2010).